# Temastián
Temastián es una localidad del estado mexicano de Jalisco. Es parte del municipio de Totatiche.

## Toponimia
El nombre «Temastián» proviene del náhuatl: temachtiani. Su significado es «Educador».

## Demografía
| Gráfica de evolución demográfica |
|                                  |

| Censo | Población |
| ----- | --------- |
| 1900  | 274       |
| 1910  | 290       |
| 1921  | 412       |
| 1930  | 524       |
| 1940  | 561       |
| 1950  | 890       |
| 1960  | 1 254     |
| 1970  | 1 415     |
| 1980  | 1 325     |
| 1990  | 1 478     |
| 2000  | 1 479     |
| 2010  | 1 421     |
| 2020  | 1 477     |